# Cavaglià
Cavaglià (Cavajà in piemontese) è un comune italiano di 3 463 abitanti della provincia di Biella in Piemonte.

## Geografia fisica
È localizzato geograficamente a circa 50 km a nord-est di Torino e 25 km a sud di Biella, tra l'ultimo lembo orientale della Serra Morenica di Ivrea e l'inizio della Pianura Padana superiore piemontese. Il territorio è quasi totalmente pianeggiante, confinando a est con Santhià, ad ovest con Roppolo (sulla strada per il vicino Lago di Viverone), mentre a nord con Dorzano e Salussola (con il passaggio del torrente Elvo), quindi a sud con Alice Castello.

## Storia

### Origine
L'ipotesi principale dell'origine di Cavaglià è da Cabaliaca (varianti: cabanaca, cabaliate) da caballius poiché, molto probabilmente, luogo di crocevia, prima celtico e poi romano, di collegamenti militari tra le valli biellesi, la Pianura Padana e il Canavese, quindi utilizzato come stazione e rifornimento per i cavalli. Il suo stemma araldico rappresenta, infatti, un cavallo rampante, col motto latino Non metu sed vi ("Non con la paura ma con la forza"). Altra ipotesi, ma meno probabile, potrebbe risalire dal celtico caula, da cui il latino cavanac o cavaniac, a significare luogo geografico formatosi tra colli isolati, avvallamenti e convalli, e quindi ricco di cave naturali.

### Preistoria e antichità

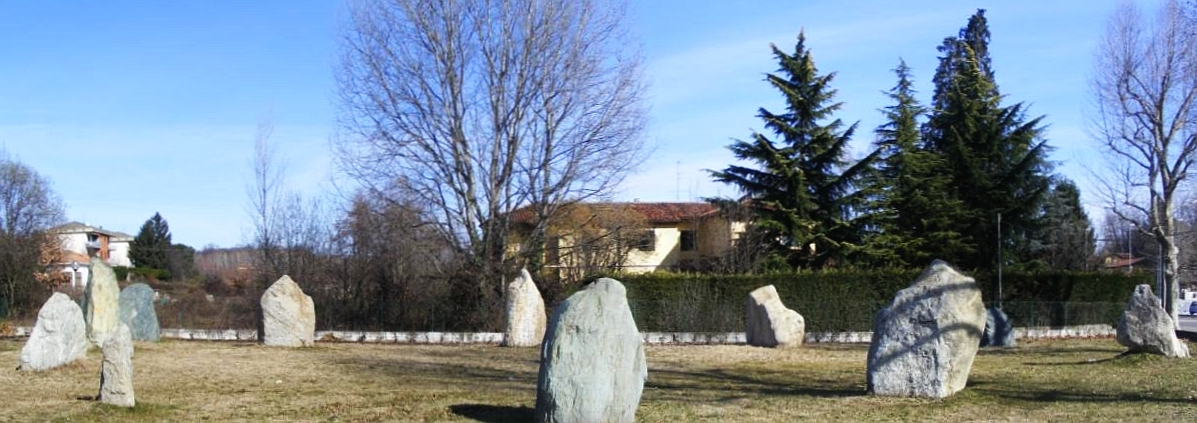
I menhir di Cavaglià

Dal ritrovamento di un cromlech (monumento megalitico di menhir disposti in cerchio), principalmente a ridosso del torrente Elvo, e quindi ricollocati (nel 2005) in aperta mostra permanente presso l'incrocio della statale per Biella, si attestano dei primi insediamenti nel territorio di tribù celto-victimule già intorno al IX secolo a.C., come anche attestato dalla vicina frazione San Secondo di Salussola.
 Scalzati dall'esercito romano intorno al II secolo a.C., questi ultimi cominciarono a tracciare le antiche vie di percorrenza verso Santhià-Vercelli e verso Biella e Cavaglià divenne quindi importante avamposto per i vari collegamenti nel Piemonte settentrionale.

### Medioevo
Dopo il V secolo circa, l'agglomerato passò sotto la protezione vescovile del Capitolo di Sant'Eusebio di Vercelli, per poi finire, per breve periodo, sotto la dominazione marchionale degli Anscarici nel X secolo, attraverso i conti Aymone (o Aimone). Tuttavia questi, sconfitti da Ottone I di Sassonia, dovettero lasciare i feudi al Sacro Romano Impero.
È intorno a questo periodo che Cavaglià fu anche indicata come tappa importante del pellegrinaggio chiamato Via Francigena, che fu percorso dall'Arcivescovo Sigerico di Canterbury.
Nel XII secolo, Cavaglià riuscì a ottenere un'indipendenza economica e diventare un borgo franco. Sono attestate, in questo periodo, alcune importanti costruzioni religiose, quali i priorati di San Vincenzo e Anastasio e Santa Maria del Brianco, la preesistente chiesetta di Santa Maria di Babilone (l'attuale cimiteriale), e la pieve di San Pietro. Nel XIV secolo il paese soffrì un tentativo di dominazione dei Visconti longobardi, respinti però dalla famiglia Avogadro che, nel 1404, si assoggettarono a Amedeo VIII di Savoia.

### Età moderna
Nel 1560, Cavaglià passò quindi in proprietà alla ricca dinastia degli Scaglia. Tuttavia, nel 1583 il paese si ribellò al potere di questi ultimi, per passare sotto i marchesati della corte di Carlo Emanuele I di Savoia, quest'ultimo più incline agli sviluppi economici del territorio.

All'inizio del XVIII secolo data la costruzione del castello, mentre la parrocchiale di San Michele Arcangelo risale alla seconda metà del Settecento.

### Simboli
Lo stemma e il gonfalone del comune di Cavaglià sono stati concessi con decreto del presidente della Repubblica del 10 settembre 1969.
È stato ripreso lo stemma storico risalente al XVII secolo.
Il gonfalone è un drappo troncato di verde e di bianco.

## Monumenti e luoghi d'interesse
- Di pregevole interesse architettonico è il Castello Rondolino, situato alle porte est del paese (verso Santhià), fatto costruire dalla ricca famiglia Rondolino nella prima parte del XVIII secolo e completamente ristrutturato in stile neo-medioevale alla fine del XIX secolo
- Chiesa di S. Michele Arcangelo è di impronta barocca, edificata tra il 1779 e il 1786 su progetto dell'architetto Filippo Castelli[9]. L'interno a navata unica, conserva interessanti arredi lignei settecenteschi, tra cui il coro rococò opera di Pietro Auregio Termine. La Chiesa custodisce inoltre un prezioso organo ottocentesco dei Serassi di Bergamo
- Chiesa di Nostra Signora di Babilone, d'impronta rinascimentale, le cui attuali fondamenta furono edificate nel XVII secolo sulla preesistente chiesetta, sorge nei pressi del cimitero. La pianta è ellittica con quattro cappelle e sormontata da una cupola con lanternino. All'interno custodisce un pregevole gruppo ligneo della prima metà del XIII secolo, raffigurante una Adorazione dei Magi
- Chiesa di San Francesco, ricostruita intorno al 1650 sui resti di una più antica
- Sulle colline a nord del centro abitato si può vedere un sito archeologico dove sorgeva un'antica fortificazione, la cui esistenza è provata in documenti risalenti al 1034[10]
- Menhir di Cavaglià

### Via Francigena
Il comune è situato lungo il tracciato della Via Francigena, sul ramo canavesano proveniente dal Colle del Gran San Bernardo, nel tratto di percorso proveniente da Viverone e Roppolo e successivamente dirigentesi verso Santhià.

## Società

### Evoluzione demografica
Abitanti censiti

## Infrastrutture e trasporti
Tra il 1882 e il 1933 il comune fu servito dalla tranvia Ivrea-Santhià.

## Amministrazione

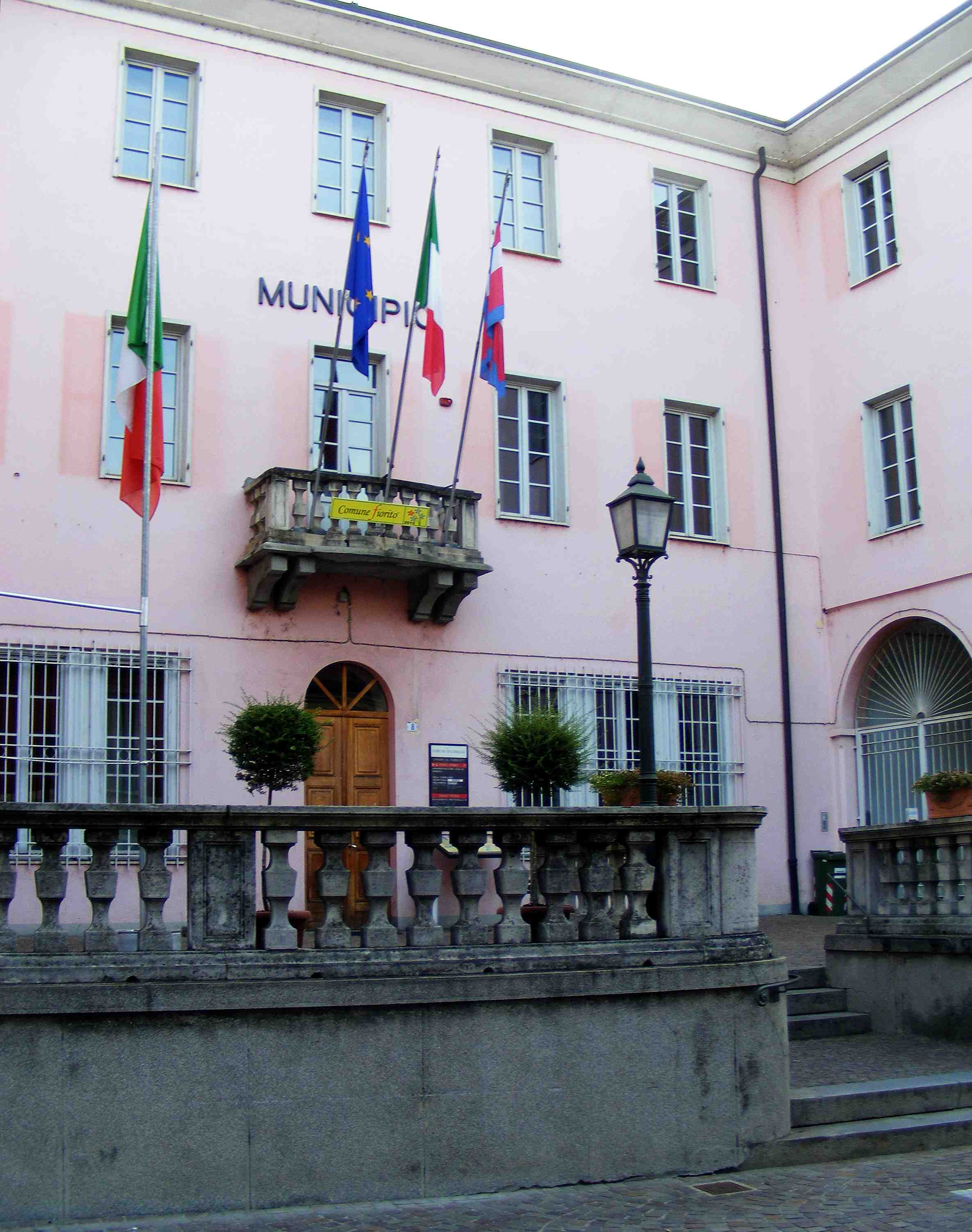
Il municipio

| Periodo | Periodo   | Primo cittadino           | Partito                         | Carica  | Note |
| ------- | --------- | ------------------------- | ------------------------------- | ------- | ---- |
| 1995    | 1999      | Silvio Aiassa             | centro                          | Sindaco |      |
| 1999    | 2004      | Silvio Aiassa             | centro                          | Sindaco |      |
| 2004    | 2009      | Augusta Bortolotto Aiassa | lista civica                    | Sindaco |      |
| 2009    | 2014      | Giancarlo Borsoi          | lista civica Cambiare insieme   | Sindaco |      |
| 2014    | 2019      | Giancarlo Borsoi          | lista civica Continuare insieme | Sindaco |      |
| 2019    | in carica | Mosè Brizi                | lista civica Viviamo Cavaglià   | Sindaco |      |

### Gemellaggi
- Montbazin, dal 2013

## Cultura

### Eventi

#### Festa dei Giovani
La Festa dei Giovani si svolge ogni anno per 10 giorni a Cavaglià durante la settimana a cavallo di Ferragosto. La festa ha radici antiche, documenti storici dimostrano che sia stata fondata nel 1518.
La festa "moderna" ha quindi raggiunto nel 2018 il traguardo della 500ª edizione, conservando la tradizione con ricevimenti e cerimonie e adattandola ai nostri tempi con orchestre e band che si alternano sul palco per tutto il periodo della festa, lo stand gastronomico offre ogni sera specialità alla griglia e serate a tema.

#### Carnevale Benefico
Storica tradizione della durata di circa cinque giorni che vede l'organizzazione di stand gastronomico e serate danzanti, sfilata di carri allegorici di cartapesta e maschere a piedi accompagnati dalla banda musicale. Particolarmente sentita la fagliolata ("Faseu Grass" - fagioli grassi) sapientemente cucinata dai "fasulat" in pubblica piazza, in più di 60 storici paioli a partire dalle prime luci dell'alba.
Le maschere storiche del paese ricalcano quelle della tradizione piemontese: Gianduja e Giacometta accompagnate da Generale e Colonnello.

#### Palio dei Rioni
Folcloristica manifestazione abbinata alla festa patronale, fondata nel 1974, che vede contrapporsi per la disputa del Palio gli otto rioni Cavagliesi: Calliano, Castello, Centro-Storico, Maiole, Montemaggiore, Roncale, San Rocco, Stazione con i loro colori e costumi storici.

## Sport

### Pallavolo
Il DorCa Volley è la squadra di Cavaglià.
Il nome è dato dall'unione di DORzano e CAvaglià.
È protagonista nei campionati di Prima Divisione Fipav Maschile e Femminile ed ha una squadra giovanile
under 16 iscritta al campionato PGS.
Calcio a 5
A Cavaglià gioca la locale squadra di Futsal del A.S.D. Cavaglià C5 che milita nel campionato di Serie D Piemonte e Valle d'Aosta. Disputa le sue gare al Pala Decaroli.